# Stizocera mojuba
Stizocera mojuba är en skalbaggsart som beskrevs av Martins och Dilma Solange Napp 1983. Stizocera mojuba ingår i släktet Stizocera och familjen långhorningar. Inga underarter finns listade i Catalogue of Life.